# 克萊爾蒙特 (新墨西哥州)
克萊爾蒙特（英語：Clairmont）是位於美國新墨西哥州卡特倫縣的鬼鎮。

## 歷史
克萊爾蒙特的郵局於1881年設立，其後於1883年停運。

## 地理
克萊爾蒙特所處的海拔為高於海平面1972米（即6470英呎），而該地所採用的時區為UTC-7，即北美山地时区（MST）。同時該地設有夏令時間，為UTC-7調快一小時，即UTC-6（MDT）。